# Aubigné, Ille-et-Vilaine

Aubigné este o comună în departamentul Ille-et-Vilaine, Franța. În 1 ianuarie 2022 avea o populație de 465 de locuitori.